# Le Correspondant (film)
Pour les articles homonymes, voir Le Correspondant.
Pour plus de détails, voir Fiche technique et Distribution.
Le Correspondant est un film franco-belge réalisé par Jean-Michel Ben Soussan, sorti le 24 août 2016 au cinéma.

## Synopsis
Malo et Stéphane sont deux lycéens un peu losers, tout juste débarqués du collège. Leur plan pour devenir populaire : accueillir un correspondant allemand et de préférence stylé. Pas de chance pour Malo qui tombe sur une gothique qui va lui faire vivre un enfer…

## Fiche technique
- Titre : Le Correspondant
- Réalisation : Jean-Michel Ben Soussan
- Société de production : LGM Productions, co-production : C8, Nexus Factory, Umedia, OCS, association : SofiTVciné 3
- Producteurs : Cyril Colbeau-Justin et Jean-Baptiste Dupont
- Producteur exécutif : David Giordano
- Scénario et dialogue : Stanislas Marsh et Marie-Pauline Denial
- Musique : Maxime Lebidois
- Directeur de la photographie : Philip van Volsem
- Montage : Antoine Moreau
- Casting : Agathe Hassenforder
- Société de distribution : Studiocanal
- Pays d'origine :  France et  Belgique
- Langue originale : français
- Genre : comédie
- Date de sortie : 
  - France : 24 août 2016

## Distribution
Sauf indication contraire, les informations mentionnées dans cette section peuvent être confirmées par la base de données cinématographiques IMDb,  présente dans la section « Liens externes ».
- Jimmy Labeeu : Malo
- Charles Berling : Franck
- Alexis de la Rochemacé : Werner
- Sylvie Testud : Eloïse, la mère de Malo
- Sophie Mousel : Sasha, la correspondante allemande
- Frank Bellocq : Monsieur Duberger
- Léon Plazol : Stéphane
- Inez Desclin : Simone
- Jeanne Abraham : Maria, la bomba
- Côme Levin : Melchior
- Victor Le Blond : Raphaël
- Charlie Bruneau : hôtesse d'accueil
- Alika Del Sol : la mère
- Guy Lecluyse : pompiste
- Rona Hartner : mère Sasha

## Box Office
| Pays ou région | Box-office     | Date d'arrêt du box-office | Nombre de semaines |
| -------------- | -------------- | -------------------------- | ------------------ |
| France         | 60 390 entrées | inconnue                   | inconnue           |

## Tournage
- Film en partie tourné dans le Lycée Mater Dei